# Свинарка (притока Ревухи)
Свинарка — річка в Україні, в Уманському районі Черкаської області, ліва притока Ревухи (басейн Південного Бугу).

## Опис
Довжина річки приблизно 8 км. Формується з багатьох безіменних струмків та водойм.

## Розташування
Бере початок на заході від Вишнопіля. Тече переважно на південний захід через Свинарку і в селищі Бабанка впадає у річку Ревуху, ліву притоку Ятрані.